# Halvdan Sivertsen

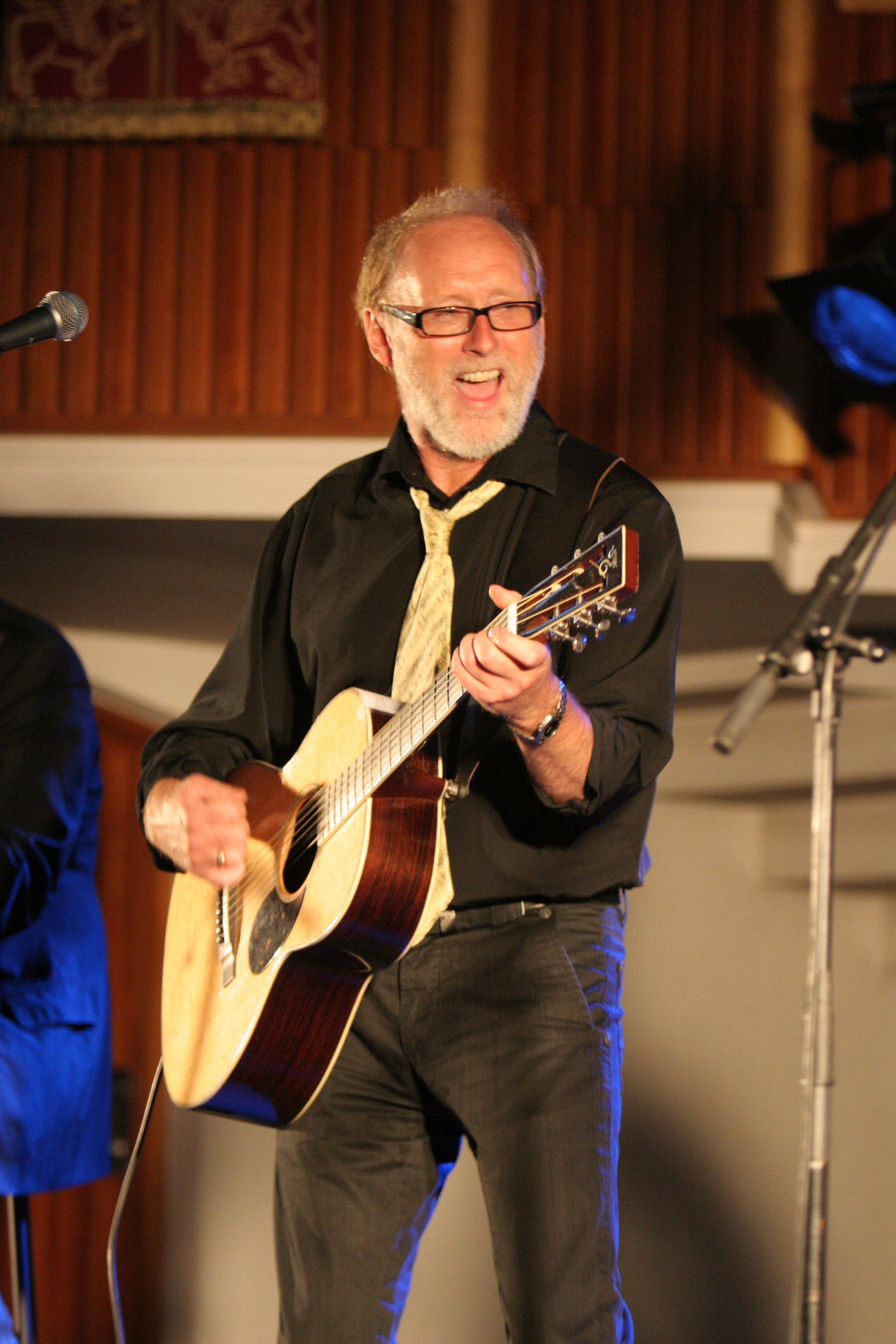
Halvdan Sivertsen

Halvdan Sivertsen (* 5. Januar 1950 in Tromsø) ist ein norwegischer Liedermacher, der auch als Schauspieler aktiv war und sich politisch engagiert.

## Leben
Er wuchs in Bodø auf und lebt auch dort. Er gewann sechsmal den Spellemannpris, der so etwas wie der norwegische Grammy ist und bekam 2000 den Nordland-Kulturpreis verliehen. Weiterhin wurde er durch das Kinderprogramm Labbetuss (deutsch ungefähr: Trotteltroll) aus dem NRK-Fernsehen der 1980er-Jahre bekannt, in dem er als Schauspieler mitwirkte. Auch danach trat er häufiger im Fernsehen auf. Sein Lied Kjærlighetsvisa (deutsch: Liebeslied) wurde im Juli 2008 zum nordnorwegischen Sommerhit Nr. 1 gewählt. Fast ein Drittel der abgegebenen SMS-Stimmen entfielen auf den Song. Die Abstimmung wurde gemeinsam von der Zeitung Avisa Nordland und Radio 3 Bodø veranstaltet.
2010 erhielt Sivertsen den Preis für den besten Liedtext der Norsk forening for komponister og tekstforfattere (Norwegischer Verein für Komponisten und Texter), kurz NOPA (Norske Populærautorer) für Dødsbra dop (deutsch ungefähr: Zum Sterben schöne Droge), ein Lied, mit dem er sich kritisch mit dem Einsatz der norwegischen Streitkräfte in Afghanistan auseinandersetzt. Auch anderweitig ist Sivertsen seit langem politisch aktiv. So gewann er einen Sitz bei der Kommunestyre- og Fylkestingsvalg (etwa: Gemeinderats- und Provinz-Parlamentswahl) 1987 für die Bodø Sosialistisk Venstreparti (Sozialistische Linkspartei Bodø), obwohl er nur auf Platz 43 der Liste stand.

## Diskografie

### Solo
- Halvdan 23 1/3 år (1973)
- Utsikt minus innsikt gir tilnærmet blindhet fra toppen av pyramiden (1975)
- Nordaførr (1979)
- Liv laga (1981)
- Amerika (1985)
- Ny og naken (1987)
- Førr ei dame (1989)
- Hilsen Halvdan (1991)
- Kjærlighetslandet (1994)
- Helt Halvdan (1996)
- Tvil, håp og kjærlighet (2001)
- Frelsesearmeens Juleplate (2003)
- 40+ (2005)
- Mellom oss (2008)
- Gjør det så gjerne (2012)

### Mit denGitarkameratene
- Gitarkameratene (1989)
- Typisk norsk (1990)

## Preise und Auszeichnungen
- 1982: Spellemannprisen 1981 (dt. Liedermacherpreis) für das Album Liv laga
- 1985: Bodø kommunes kulturpris (Kulturpreis der Gemeinde Bodø)
- 1986: Spellemannprisen 1985 für das Album Amerika
- 1991: Årets Spellemann (Liedermacher des Jahres) beim Spellemannprisen 1990
- 1991: Spellemannprisen 1990 für das Album Typisk norsk
- 2000: Nordland fylkes kulturpris (Nordland-Kulturpreis)
- 2002: Spellemannprisen 2001 für das Album Tvil, håp og kjærlighet
- 2002: Skjæraasenprisen (nach Einar Skjæraasen, norw. Dichter, 1900–1960)
- 2005: Prøysenprisen (nach Alf Prøysen, norw. Literat und Musiker, 1914–1970)
- 2009: Spellemannprisen 2008 für das Album Mellom oss
- 2010: Kardemommestipendiet (dt. Kardamomstipendium, Auszeichnung der Vereinigung norwegischer Pop-Autoren NOPA)